# Dysstroma transversata
Dysstroma transversata är en fjärilsart som beskrevs av Kellicott 1886. Dysstroma transversata ingår i släktet Dysstroma och familjen mätare. Inga underarter finns listade i Catalogue of Life.